# Campionatul European de Atletism din 1974
A 11-a ediție a Campionatului European de Atletism s-a desfășurat între 2 și 8 septembrie 1974 la Roma, Italia. Au participat 747 de sportivi din 28 de țări.

## Stadion
Probele au avut loc pe Stadionul Olimpic din Roma. Acesta a fost construit în anul 1953 pentru Jocurile Olimpice de vară din 1960.

Săritura cu prăjina
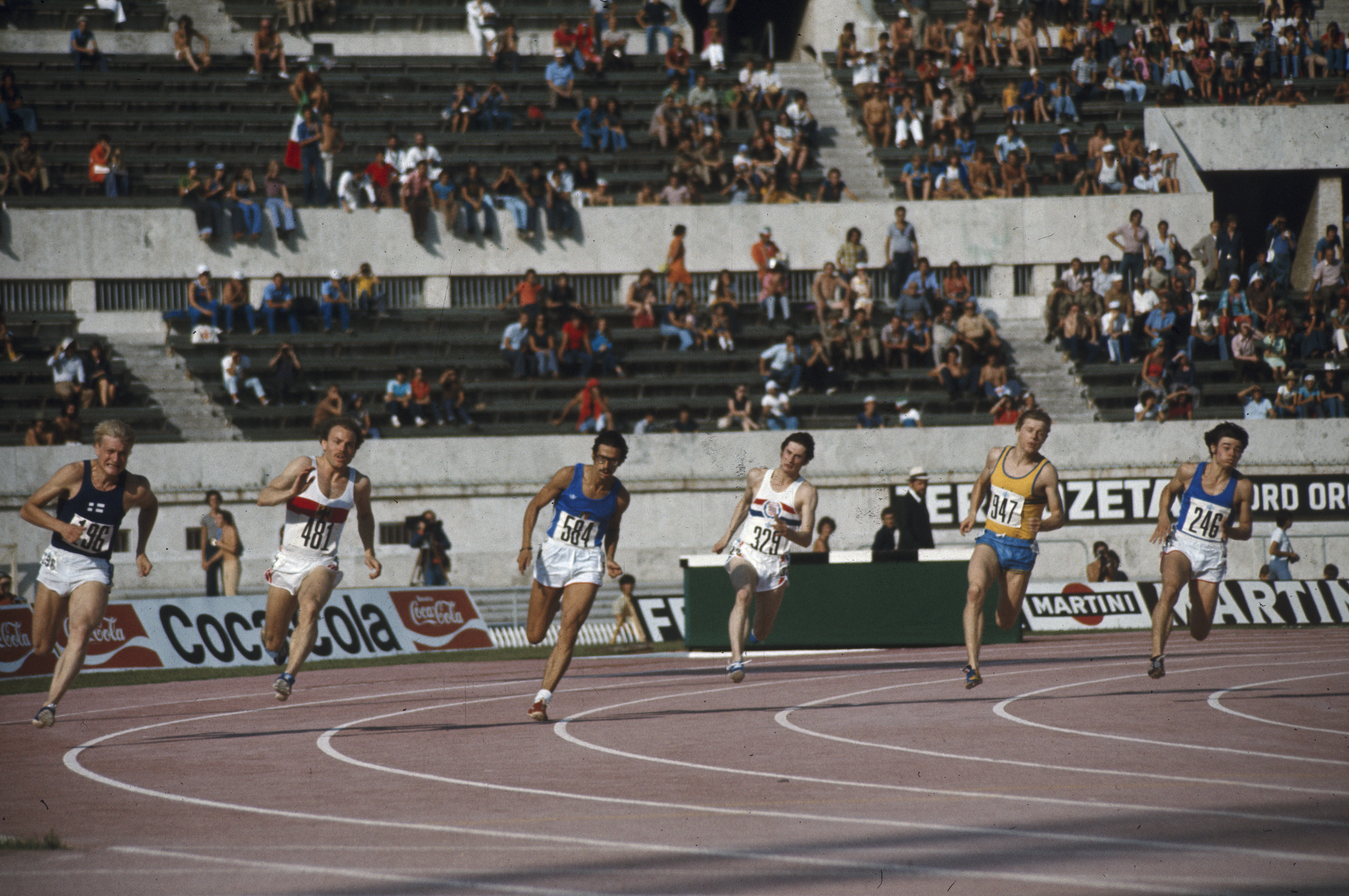
200 m
3000 m obstacole

## Rezultate
RM - record mondial; RC - record al competiției; RE - record european; RN - record național; PB - cea mai bună performanță a carierei

### Masculin
| Probă sportivă       | Aur                                                                       | Aur           | Argint                                                                | Argint      | Bronz                                                                                          | Bronz      |
| 100 m                | Valeri Borzov (URS)                                                       | 10,27 RC      | Pietro Mennea (ITA)                                                   | 10,34       | Klaus-Dieter Bieler (FRG)                                                                      | 10,35      |
| 200 m                | Pietro Mennea (ITA)                                                       | 20,60         | Manfred Ommer (FRG)                                                   | 20,76       | Hans-Jürgen Bombach (GDR)                                                                      | 20,83      |
| 400 m                | Karl Honz (FRG)                                                           | 45,04 RC      | David Jenkins (GBR)                                                   | 45,67       | Bernd Herrmann (FRG)                                                                           | 45,78      |
| 800 m                | Luciano Sušanj (YUG)                                                      | 1:44,07 RC RN | Steve Ovett (GBR)                                                     | 1:45,77     | Markku Taskinen (FIN)                                                                          | 1:45,89    |
| 1500 m               | Klaus-Peter Justus (GDR)                                                  | 3:40,55       | Thomas Hansen (DEN)                                                   | 3:40,75     | Thomas Wessinghage (FRG)                                                                       | 3:41,10    |
| 5000 m               | Brendan Foster (GBR)                                                      | 13:17,21 RC   | Manfred Kuschmann (GDR)                                               | 13:23,93 RN | Lasse Virén (FIN)                                                                              | 13:24,57   |
| 10 000 m             | Manfred Kuschmann (GDR)                                                   | 28:25,75      | Tony Simmons (GBR)                                                    | 28:25,79    | Giuseppe Cindolo (ITA)                                                                         | 28:27,05   |
| Maraton              | Ian Thompson (GBR)                                                        | 2:13:19       | Eckhard Lesse (GDR)                                                   | 2:14:57     | Gaston Roelants (BEL)                                                                          | 2:16:30    |
| 110 m garduri        | Guy Drut (FRA)                                                            | 13,40 RC      | Mirosław Wodzyński (POL)                                              | 13,67       | Leszek Wodzyński (POL)                                                                         | 13,71      |
| 400 m garduri        | Alan Pascoe (GBR)                                                         | 48,82 RC      | Jean-Claude Nallet (FRA)                                              | 48,94 RN    | Evgheni Gavrilenko (URS)                                                                       | 49,32      |
| 3000 m obstacole     | Bronisław Malinowski (POL)                                                | 8:15,04 RC RN | Anders Gärderud (SWE)                                                 | 8:15,41     | Michael Karst (FRG)                                                                            | 8:17,91 RN |
| 20 km marș           | Vladimir Golubnicii (URS)                                                 | 1:29:30       | Bernd Kannenberg (FRG)                                                | 1:29:38     | Roger Mills (GBR)                                                                              | 1:32:34    |
| 50 km marș           | Christoph Höhne (GDR)                                                     | 3:59:06 RC    | Otto Barci (URS)                                                      | 4:02:39     | Peter Selzer (GDR)                                                                             | 4:04:28    |
| Ștafetă 4×100 m      | Franța Lucien Sainte-Rose Joseph Arame Bruno Cherrier Dominique Chauvelot | 38,69 RC      | Italia Vincenzo Guerini Norberto Oliosi Luigi Benedetti Pietro Mennea | 38,88 RN    | Republica Democrată Germană Manfred Kokot Michael Droese Hans-Jürgen Bombach Siegfried Schenke | 38,99      |
| Ștafetă 4×400 m      | Regatul Unit Glen Cohen William Hartley Alan Pascoe David Jenkins         | 3:03,33       | RFG Hermann Köhler Horst-Rüdiger Schlöske Karl Honz Rolf Ziegler      | 3:03,52     | Finlanda Stig Lönnqvist Ossi Karttunen Markku Taskinen Markku Kukkoaho                         | 3:03,57    |
| Săritura în înălțime | Jesper Tørring (DEN)                                                      | 2,25 m RC RN  | Kęstutis Šapka (URS)                                                  | 2,25 m      | Vladimír Malý (TCH)                                                                            | 2,19 m     |
| Săritura cu prăjina  | Vladimir Kișkun (URS)                                                     | 5,35 m =RC    | Władysław Kozakiewicz (POL)                                           | 5,35 m      | Iuri Isakov (URS)                                                                              | 5,30 m     |
| Săritura în lungime  | Valeri Podlujnî (URS)                                                     | 8,12 m        | Nenad Stekić (YUG)                                                    | 8,05 m      | Evgheni Șubin (URS)                                                                            | 7,98 m     |
| Triplusalt           | Viktor Saneev (URS)                                                       | 17,23 m RC    | Carol Corbu (ROU)                                                     | 16,68 m     | Andrzej Sontag (POL)                                                                           | 16,61 m    |
| Aruncarea greutății  | Hartmut Briesenick (GDR)                                                  | 20,50 m       | Ralf Reichenbach (FRG)                                                | 20,38 m     | Geoff Capes (GBR)                                                                              | 20,21 m    |
| Aruncarea discului   | Pentti Kahma (FIN)                                                        | 63,62 m       | Ludvík Daněk (TCH)                                                    | 62,76 m     | Ricky Bruch (SWE)                                                                              | 62,00 m    |
| Aruncarea suliței    | Hannu Siitonen (FIN)                                                      | 89,58 m       | Wolfgang Hanisch (GDR)                                                | 85,46 m     | Terje Thorslund (NOR)                                                                          | 83,68 m    |
| Aruncarea ciocanului | Aleksei Spiridonov (URS)                                                  | 74,20 m       | Jochen Sachse (GDR)                                                   | 74,00 m     | Reinhard Theimer (GDR)                                                                         | 71,62 m    |
| Decatlon             | Ryszard Skowronek (POL)                                                   | 8207 RC RN    | Yves Le Roy (FRA)                                                     | 8146 RN     | Guido Kratschmer (FRG)                                                                         | 8132       |

### Feminin
| Probă sportivă       | Aur                                                                                       | Aur           | Argint                                                                  | Argint     | Bronz                                                                                 | Bronz      |
| 100 m                | Irena Szewińska (POL)                                                                     | 11,13 RC RN   | Renate Stecher (GDR)                                                    | 11,23      | Andrea Lynch (GBR)                                                                    | 11,28      |
| 200 m                | Irena Szewińska (POL)                                                                     | 22,51 RC      | Renate Stecher (GDR)                                                    | 22,68      | Mona-Lisa Pursiainen (FIN)                                                            | 23,17      |
| 400 m                | Riitta Salin (FIN)                                                                        | 50,14 RM      | Ellen Streidt (GDR)                                                     | 50,69 RN   | Rita Wilden (FRG)                                                                     | 50,88 RN   |
| 800 m                | Lileana Tomova (BUL)                                                                      | 1:58,14 RC RN | Gunhild Hoffmeister (GDR)                                               | 1:58,81 RN | Mariana Suman (ROU)                                                                   | 1:59,84    |
| 1500 m               | Gunhild Hoffmeister (GDR)                                                                 | 4:02,25 RC RN | Lileana Tomova (BUL)                                                    | 4:04,97 RN | Grete Andersen (NOR)                                                                  | 4:05,21 RN |
| 3000 m               | Nina Holmén (FIN)                                                                         | 8:55,10 RC RN | Liudmila Braghina (URS)                                                 | 8:56,09    | Joyce Smith (GBR)                                                                     | 8:57,39    |
| 100 m garduri        | Annelie Ehrhardt (GDR)                                                                    | 12,66 RC      | Annerose Fiedler (GDR)                                                  | 12,89      | Teresa Nowak (POL)                                                                    | 12,91      |
| Ștafetă 4×100 m      | Republica Democrată Germană Doris Maletzki Renate Stecher Christina Heinich Bärbel Eckert | 42,51 RM      | RFG Elfgard Schittenhelm Annegret Kroniger Annegret Richter Inge Helten | 42,75 RN   | Polonia Ewa Długołęcka Danuta Jedrejek Barbara Bakulin Irena Szewińska                | 43,48      |
| Ștafetă 4×400 m      | Republica Democrată Germană Brigitte Rohde Waltraud Dietsch Angelika Handt Ellen Streidt  | 3:25,21 RC    | Finlanda Marika Eklund Mona-Lisa Pursiainen Pirjo Wilmi Riitta Salin    | 3:25,70 RN | Uniunea Sovietică Inta Kļimoviča Ingrīda Barkāne Nadejda Kolesnikova Natalia Sokolova | 3:26,10 RN |
| Săritura în înălțime | Rosemarie Witschas (GDR)                                                                  | 1,95 m RM     | Milada Karbanová (TCH)                                                  | 1,91 m RN  | Sara Simeoni (ITA)                                                                    | 1,89 m RN  |
| Săritura în lungime  | Ilona Bruzsenyák (HUN)                                                                    | 6,65 m RN     | Eva Šuranová (TCH)                                                      | 6,65 m     | Pirkko Helenius (FIN)                                                                 | 6,59 m     |
| Aruncarea greutății  | Nadejda Cijova (URS)                                                                      | 20,78 m RC    | Marianne Adam (GDR)                                                     | 20,43 m    | Helena Fibingerová (TCH)                                                              | 20,33 m    |
| Aruncarea discului   | Faina Melnik (URS)                                                                        | 69,00 m RC    | Argentina Menis (ROU)                                                   | 64,62 m    | Gabriele Hinzmann (GDR)                                                               | 62,50 m    |
| Aruncarea suliței    | Ruth Fuchs (GDR)                                                                          | 67,22 m RM    | Jacqueline Todten (GDR)                                                 | 62,10 m    | Nataša Urbančič (YUG)                                                                 | 61,66 m    |
| Pentatlon            | Nadia Tkacenko (URS)                                                                      | 4776 RC       | Burglinde Pollak (GDR)                                                  | 4678       | Zoia Spasovhodskaia (URS)                                                             | 4550       |

## Clasament pe medalii
| Loc   | Țară                        | Aur | Argint | Bronz | Total |
| ----- | --------------------------- | --- | ------ | ----- | ----- |
| 1     | Republica Democrată Germană | 10  | 12     | 5     | 27    |
| 2     | Uniunea Sovietică           | 9   | 3      | 5     | 17    |
| 3     | Regatul Unit                | 4   | 3      | 4     | 11    |
| 4     | Polonia                     | 4   | 2      | 4     | 10    |
| 5     | Finlanda                    | 4   | 1      | 5     | 10    |
| 6     | Franța                      | 2   | 2      | 0     | 4     |
| 7     | RFG                         | 1   | 5      | 6     | 12    |
| 8     | Italia                      | 1   | 2      | 2     | 5     |
| 9     | Iugoslavia                  | 1   | 1      | 1     | 3     |
| 10    | Bulgaria                    | 1   | 1      | 0     | 2     |
| 10    | Danemarca                   | 1   | 1      | 0     | 2     |
| 12    | Ungaria                     | 1   | 0      | 0     | 1     |
| 13    | Cehoslovacia                | 0   | 3      | 2     | 5     |
| 14    | România                     | 0   | 2      | 1     | 3     |
| 15    | Suedia                      | 0   | 1      | 1     | 2     |
| 16    | Norvegia                    | 0   | 0      | 2     | 2     |
| 17    | Belgia                      | 0   | 0      | 1     | 1     |
| Total | Total                       | 39  | 39     | 39    | 117   |

## Participarea României la campionat
20 de atleți au reprezentat România.
- Carol Corbu – triplusalt - locul 2
- Argentina Menis – disc - locul 2
- Olimpia Cataramă – disc - locul 6
- Mariana Suman – 800 m - locul 3 – 4x400 m - locul 7
- Natalia Mărășescu – 1500 m - locul 14 – 3000 m - locul 4
- Valeria Bufanu – 100 m garduri - locul 4 – lungime - locul 12
- Ilie Floroiu – 5000 m - locul 5 – 10 000 m - locul 14
- Gheorghe Cefan – 3000 m obstacole - locul 6
- Ibolya Slavic – 4x400 m - locul 7
- Doina Bădescu – 4x400 m - locul 7
- Lăcrămioara Diaconiuc – 4x400 m - locul 7
- Éva Ráduly-Zörgő – suliță - locul 10
- Gheorghe Ghipu – 800 m - locul 11 – 1500 m - locul 13
- Ervin Sebestyen – 110 m garduri - locul 11
- Virginia Ioan – înălțime - locul 12
- Ioana Pecec – suliță - locul 12
- Dumitru Iordache – lungime - locul 13
- Dorina Cătinean – lungime - locul 17
- Nicolae Onescu – 800 m - locul 24 – 1500 m - locul 23
- Vasile Bogdan – decatlon - NT